# Pescopagano
Pescopagano ist eine süditalienische Gemeinde (comune) mit 1648 Einwohnern (Stand 31. Dezember 2023) in der Provinz Potenza in der Basilikata. Die Gemeinde liegt etwa 40,5 Kilometer nordwestlich von Potenza, gehört zur Comunità Montana Marmo Platano und grenzt an die Provinzen Avellino und Salerno. Im Gemeindegebiet liegt der kleine Lago Saetta.

## Verkehr
Durch den nördlichen Gemeindeteil führt die Strada Statale 401 dell’Alto Ofanto e del Vulture von Melfi nach Sant’Andrea di Conza, an der Ortschaft Pescopagano vorbei führt die Strada Statale 7 Via Appia.
Der Bahnhof Calitri-Pescopagano liegt viele Kilometer des Ortes an der im Personenverkehr nicht mehr bedienten Bahnstrecke Avellino–Rocchetta Sant’Antonio.